# 古兰经年表
此文提供关于叙述古兰经的各种事件的时间轴。

## 事件
- 公元609年12月22日 在天使加百列于希拉山洞揭示血塊章后穆罕默德第一次描述了古兰经这一章。

- 公元610年 穆罕默德第二次收到启示披衣的人章（英语：Al-Muzzammil）。[1]

- 公元622年 希吉拉事件后第一次启示黃牛章。[2]

- 公元624年 戰利品章被揭示并提及白德尔之战.[3]

- 公元632年 筵席章被揭示，为最后被揭示的一章。[4]

- 公元653年 奥斯曼·本·阿凡开始推崇古兰经。[5]

- 公元657年 绥芬战役时穆阿威叶军将古兰经书页缚在长矛上。

- 公元661年—公元671年 现存最早的古兰经副本《萨那抄本》的碳测年估算时间。[6]

- 公元859年 最早的伊斯蘭學校卡魯因大學被建立。[7]

- 公元883年 现存最早的古兰经注释编辑完成，称为《泰伯里經注》。

- 公元884年 第一部古兰经外语译本翻译完成。[8]

- 公元1609年 阿卜杜勒·哈克（阿马纳汗）创建泰姬陵古兰经镌刻。

- 公元1649年 查理一世的牧师亚历山大·罗斯第一次将古兰经翻译成英文。[9]

## 参阅
- 古兰经